# El Xuclà
El Xuclà és una masia de Tavèrnoles (Osona) inclosa a l'Inventari del Patrimoni Arquitectònic de Catalunya.

## Descripció
Edifici civil.
Masia orientada vers migdia. El cos central de forma quadrada està cobert a dues vessants. Consta de planta baixa, primer pis i golfes. Al primer pis hi ha un petit balcó, l'ampit del qual està prolongat i aprofitant com a coberta d'una cort. A la part esquerra de la façana hi ha un cos adossat, porticat amb arcs rebaixats, tant a la planta com al pis superior.
Masia plena d'afegitons, amb llindes que daten del 1693 la més antiga i del 1824 la més recent.
Els materials constructius són pedra i fusta, en bon estat de conservació. Actualment s'hi ha fet diferents afegitons de maó a la part posterior.

## Història
La història de la masia està vinculada a la baronia de Savassona, com la mateixa parròquia de Sant Esteve de Tavèrnoles.